# Max Staar
Max Staar (* 18. August 1998 in Hagen) ist ein deutscher Handballspieler.

## Laufbahn
Staar spielte zunächst bei Eintracht Hagen und wechselte 2013 in der B-Jugend zur TVG Junioren-Akademie, der Jugendabteilung des TV Großwallstadt. Im März 2015 folgte der Wechsel zu GWD Minden, da er wieder näher an seiner Heimatstadt leben wollte. In Minden spielt er in der A-Jugend-Bundesliga und für die zweite Mannschaft in der 3. Liga. Für die Saison 2017/18 erhielt er einen Profivertrag für die Bundesliga-Mannschaft, für die er bereits als Jugendspieler am 18. November 2015 gegen Bayer Dormagen in der 2. Bundesliga debütierte. Im Februar 2016 riss er sich in einem A-Jugend-Spiel gegen die HSG Handball Lemgo das Kreuzband, wurde aber dennoch bereits weniger als zehn Monate später im Dezember 2016 zum ersten Mal in das Aufgebot der deutschen Jugend-Nationalmannschaft berufen. Sein erstes Länderspiel bestritt er jedoch erst am 19. März 2017 anlässlich der DHB-Großveranstaltung Tag des Handballs in der Barclaycard Arena in Hamburg gegen Israel.